# 디스코 픽스
디스코 픽스 혹은 디스코 피그는 2001년 키얼스틴 쉐리던 이 감독을 맡고, 엔다 월쉬가 그의 1996년 동명 연극을 각색한 아일랜드 영화이다. 킬리언 머피와 일레인 캐시디가 평생을 함께 했음에도, 그들이 어른이 되어가면서 점차 붕괴되어가는 불안한 관계에 있는 코크 지방의 10대 청소년들로 출연했다.

## 줄거리
영화는 10대 청소년인 두 주인공들, 대런과 시네드(각각 “피그”와 “런트”라는 별명을 갖고 있는)의 강렬한 관계를 드러낸다, 피그와 런트는 거의 동시에 같은 병원에서 태어나고 서로 바로 옆 집에서 자란다. 이것은 그 둘 사이의 텔레파시로 연결된 것 같은 매우 친밀한 관계를 가져다준다. 그들은 그들만의 세계에 살고 아주 드물게 그들을 둘러싼 세상과 소통한다. 그러나, 17살이 된 후로, 그들의 관계는 비록 매우 강렬하면서 불건전한 것이긴 해도, 하나의 우정으로 남게 된다.
그러나, 마침내, 런트는 그녀가 다니던 학교의 또 다른 청년의 시선을 사로잡고 그에 화답하고, 곧 피그가 그것을 알아차린다. 그들의 17번째 생일이 다가오면서, 피그의 폭력적인 본성이 점점 더 겉으로 드러나고 디스코에서의 광란 후에 그가 그녀에게 키스했을 때 그의 런트를 향한 애정이 깊어져 간다.
그러나, 런트는 피그가 그녀에게 원하는 것을 주고 싶지 않아 한다. 그녀는 어떻게 그를 거절할지 알지 못한다. 그래서, 그녀는 그와의 우정을 지속하면서도 그것이 어색하기만 하고 자신을 가두는 것 같다고 느낀다. 피그는 런트를 과잉보호하려하고 마침내 그들의 친밀함은 그들이 다니는 학교의 관심사에까지 오른다. 그들은 떨어지게 되고 런트는 기숙 학교로 보내진다. 피그는 이 일로 인해 무너지고 런트를 쫓아가서 그녀를 다시 자신의 것으로 만들기로 결정한다. 이것은 종국에는 비극으로 치닫게 되는 되돌릴 수 없는 사건들의 연속의 시작이었다. 피그는 그들의 17번째 생일에 런트를 찾아내고 그녀를 클럽에 데려간다. 피그는 질투에 차서 런트와 함께 춤추던 한 소년을 죽이게 된다. 둘은 클럽에서 도망치고 그들이 사랑을 나누었던 해안가로 가기 위해 택시를 탄다. 아침에 피그는 말없이 형벌이 내려질 것을 알고 런트가 그의 목을 조르도록 내버려 둔다. 그녀는 자살을 고민하면서 바다를 응시하지만, 그렇게 하지는 않는다.

## 등장인물
킬리언 머피가 대런/피그를 맡았는데, 그는 또한 본래 연극 버전에서도 그 역을 연기했었다.
런트는 피그를 잘 아는 유일한 사람이다. 그는 런트가 존재하지 않는 세상을 이해할 수 조차 없다. 그들은 함께 현실과 꿈 그리고 피그와 런트의 두 개의 페르소나 사이의 작은 분열이 존재하는 꿈같은 세상을 만든다. 피그는 매우 이상하고, 변덕스러운 몽상가다.
런트 역은 일레인 캐시디가 맡았다. 그녀는 두 등장인물 중에서 더 침착한 편이다. 피그가 연루된 사건이 몹시 안좋은 방향으로 흘러가기 시작하자, 런트가 조심스레 개입한다. 둘이 말을 섞는 것이 점점 줄면서, 그녀는 점점 더 독립하게 된다. 연극에서는 에일린 월쉬가 이 역을 맡았었다.
연극에서는 피그와 런트만 등장한다. 다른 등장인물들은 가끔 그들이 언급할 뿐이었다. 그러나, 영화에서는 많은 다른 인물들, 대부분 거의 가벼운 역의 캐릭터들이 등장한다.